# Philippe Lefebvre (hockey sur glace)
Pour les articles homonymes, voir Philippe Lefebvre et Lefebvre.
Philippe Lefebvre (né le 28 février 1991 à Trois-Rivières, dans la province de Québec au Canada) est un joueur professionnel québécois de hockey sur glace. Il évolue au poste d'ailier gauche.

## Biographie
Il devient professionnel en 2011 avec les Bulldogs de Hamilton dans la Ligue américaine de hockey. Le 5 juillet 2013, il est échangé aux Panthers de la Floride par les Canadiens de Montréal avec un choix de 7e ronde au repêchage de 2014 en retour de George Parros. Le 14 novembre 2013, il est échangé aux Blackhawks de Chicago par les Panthers de la Floride avec Kris Versteeg en retour de Dylan Olsen et de Jimmy Hayes.

## Statistiques
| Saison    | Équipe                      | Ligue          |    | Saison régulière | Saison régulière | Saison régulière | Saison régulière | Saison régulière |   | Séries éliminatoires | Séries éliminatoires | Séries éliminatoires | Séries éliminatoires | Séries éliminatoires |
| Saison    | Équipe                      | Ligue          | PJ | B                | A                | Pts              | Pun              | PJ               | B | A                    | Pts                  | Pun                  |                      |                      |
| 2006-2007 | Escacades de Trois-Rivières | LHJAAAQ        | 43 | 25               | 23               | 48               | 56               | 9                | 3 | 6                    | 9                    | 6                    |                      |                      |
| 2007-2008 | Voltigeurs de Drummondville | LHJMQ          | 62 | 10               | 15               | 25               | 16               | -                | - | -                    | -                    | -                    |                      |                      |
| 2007-2008 | Équipe Canada Québec        | CMJ-U17        | 5  | 1                | 0                | 1                | 2                | -                | - | -                    | -                    | -                    |                      |                      |
| 2008-2009 | Voltigeurs de Drummondville | LHJMQ          | 68 | 21               | 27               | 48               | 38               | 19               | 3 | 5                    | 8                    | 2                    |                      |                      |
| 2008-2009 | Voltigeurs de Drummondville | Coupe Mémorial | 4  | 1                | 1                | 2                | 2                | -                | - | -                    | -                    | -                    |                      |                      |
| 2009-2010 | Voltigeurs de Drummondville | LHJMQ          | 66 | 26               | 29               | 55               | 38               | 14               | 2 | 4                    | 6                    | 9                    |                      |                      |
| 2010-2011 | Juniors de Montréal         | LHJMQ          | 68 | 19               | 27               | 46               | 38               | 10               | 3 | 5                    | 8                    | 0                    |                      |                      |
| 2011-2012 | Bulldogs de Hamilton        | LAH            | 69 | 5                | 6                | 11               | 10               | -                | - | -                    | -                    | -                    |                      |                      |
| 2012-2013 | Bulldogs de Hamilton        | LAH            | 23 | 4                | 3                | 7                | 10               | -                | - | -                    | -                    | -                    |                      |                      |
| 2012-2013 | Nailers de Wheeling         | ECHL           | 28 | 8                | 16               | 12               | 5                | -                | - | -                    | -                    | -                    |                      |                      |
| 2013-2014 | Cyclones de Cincinnati      | ECHL           | 9  | 2                | 5                | 7                | 2                | -                | - | -                    | -                    | -                    |                      |                      |
| 2013-2014 | Walleye de Toledo           | ECHL           | 9  | 1                | 1                | 2                | 2                | -                | - | -                    | -                    | -                    |                      |                      |
| 2013-2014 | IceHogs de Rockford         | LAH            | 29 | 4                | 0                | 4                | 2                | -                | - | -                    | -                    | -                    |                      |                      |
| 2015-2016 | Patriotes de l'UQTR         | U Sports       | 13 | 1                | 4                | 5                | 10               | -                | - | -                    | -                    | -                    |                      |                      |

## Trophées et distinctions
- Il remporte la Coupe du président de la LHJMQ avec les Voltigeurs de Drummondville en 2008-2009.